# Little Joe (2019)
Little Joe é um filme co-produzido internacionalmente em 2019 dirigido por Jessica Hausner sobre uma planta criada em laboratório que altera o comportamento das pessoas. Foi selecionado para concorrer à Palma de Ouro no Festival de Cannes de 2019. Em Cannes, Emily Beecham ganhou o prêmio de Melhor Atriz. No Brasil, foi exibido no Festival do Rio.

## Elenco
- Emily Beecham - Alice Woodard
- Ben Whishaw - Chris
- Kerry Fox - Bella
- Kit Connor - Joe Woodard
- David Wilmot as Karl
- Phénix Brossard - Ric
- Jason Cloud - estudante
- Sebastian Hülk - Ivan
- Leanne Best - Brittany
- Lindsay Duncan
- Janine Duvitski - Eleanore
- Goran Kostic

## Recepção
No site agregador de críticas Rotten Tomatoes, 67% das 123 resenhas dos críticos são positivas, com uma classificação média de 6,4/10. O consenso do site diz: "A abordagem pouco ortodoxa de Little Joe pode confundir os fãs de terror atraídos por sua premissa - mas, como seu personagem-título, o resultado final exerce uma escravidão assustadora."
O Metacritic, que usa uma média ponderada, atribuiu ao filme uma pontuação de 60 em 100, baseado em 25 críticos, indicando críticas "mistas ou médias".
Na The Times (Reino Unido), Kevin Maher chamou de uma "pseudo ficção científica agonizantemente lenta". Na rádio ABC da Áustrália, Alexandra Heller-Nicholas disse que "o primeiro filme em inglês da cineasta austríaca Jessica Hausner Little Joe é tão engenhoso e inteligente quanto qualquer coisa que ela tenha feito anteriormente." Em sua crítica para o The Guardian (Reino Unido), Mark Kermode disse que "para alguns, Little Joe pode parecer muito estéril para se envolver emocionalmente, mas achei vítreo inquietante - ainda mais na segunda vez que eu assisti. Inspire por sua conta e risco."